# Heterostemma esquirolii
Heterostemma esquirolii là một loài thực vật có hoa trong họ La bố ma. Loài này được (H.Lév.) Tsiang mô tả khoa học đầu tiên năm 1936.